# Remlingen (Alsó-Szászország)
Remlingen település Németországban, azon belül Alsó-Szászország tartományban. Lakosainak száma 746 fő (1910. december 1.).

## Népesség
A település népességének változása:

| 1910 | 746 |